# Das Leben des Lam-Ang
Das Leben des Lam-Ang, auf Ilokano Biag ni Lam-Ang (trad. Bay.: ᜊᜒᜌᜈᜒᜎᜀ / kol. Bay.: ᜊᜒᜌᜄ᜔ᜈᜒᜎᜋ᜔ᜀᜅ᜔ / Pinyin: Lán Fēng de shēnghuó) ist ein nordluzonisches Epos aus Samtoy, dem heutigen Ilokos, aus der vorkolonialen Zeit der Philippinen. Es wird angenommen, dass der Mythos von mehreren Autoren verfasst wurde, die die Geschichte über mehrere Generationen hinweg, wahrscheinlich mündlich weitergegeben und immer weiter gesponnen haben. Die erste, bekannte, niedergeschriebene Version des Epos wurde um 1640 mit lateinischen Buchstaben unter dem Titel „Historia a Pacasaritaan ti Panagbiag ni Lam-ang iti Ili a Nalbuan nga Asaoa ni D.a Ines Cannoyan iti Ili a Calanutian“ verfasst und wird Pedro Bukaneg zugeschrieben. Dies ist allerdings fragwürdig, da dieser von Geburt an blind war.
Die Erzählung ist eine von Luzons Adaptionen der Ramayana (Sans., रामायण) und dreht sich um den Helden Lam-Ang (trad. Bay.: ᜎᜀ / kol. Bay.: ᜎᜋ᜔ᜀᜅ᜔). Und obwohl das Epos bereits Spuren des spanischen Einflusses aufweist, ist er dennoch eine der wenigen Urkunden, die die vorkolonialen Gesellschaftsstrukturen und Traditionen Ilokos‘ zeigen. In der Geschichte wird zudem sehr deutlich, dass die Autoren die Samtoy, heutige Ilokano, als kultivierte Menschen, die Dorfgemeinschaften und Volksgruppen des Nordens hingegen als unzivilisierte Wilde ansahen. 

## Zusammenfassung
Lam-Ang ist ein von den Göttern gesegnetes Kind, welches kurz nach seiner Geburt bereits zu sprechen beginnt, vollkommen heranwächst und seinen Rufnamen selbst wählt. Nach Visionen über den Tod seines Vaters Don Juan und als dieser nach einer Schlacht nicht in die Heimatstadt Nalbuan zurückkehrt, entschließt sich der lediglich neun Monate alte Lam-Ang nach ihm zu suchen und begibt sich in die Kordilleren im Norden Luzons zu den Kalinga, einer Untergruppe der Igorot. (Diese waren, bis in die Neuzeit als Kopfjäger berüchtigt, welche ihren Gegnern stets das Haupt abschlugen. In der Geschichte werden die Stämme als wilde, unzivilisierte Barbaren beschrieben.)
Als Lam-Ang den Kopf seines Vaters auf einem im Boden steckenden Bambusstab aufgespießt sieht, wird er jähzornig und fordert von den Einheimischen eine Erklärung für diese barbarische Schandtat. Der Dorfvorstand aber warnt ihn, dass, wenn er diesen Ort nicht verließe, ihn das gleiche Schicksal ereilen würde. Da der Held begnadet im Umgang mit dem Speer ist, weigert er sich, kämpft, gewinnt die Auseinandersetzung gegen die Wilden und tötet alle Dorfmitglieder. Er lässt lediglich einen von ihnen am Leben, damit dieser von Lam-Angs Größe berichten möge.
Auf seiner Heimreise kommt Lam-Ang an den Amburayan, einem von zwei großen Flüssen Samtoys (der andere wäre Bakun), vorbei und wäscht sich dort. Der Dreck und das Blut an seiner Haut und Kleidung sorgen dafür, dass alle Lebewesen im Fluss auf der Stelle sterben. Während des Bads wird er von Frauen begleitet, die ihn beobachtet haben. Als er endlich wieder zu Hause ankommt, entschließt sich Lam-Ang, Ines Kannoyan aus Calanutian, zu umwerben und heiraten und widersetzt sich somit dem Willen seiner Mutter Namongan. Lam-Ang begibt sich wieder auf Reisen um Ines’ Herz zu gewinnen.
Auf seinem Weg nach Calanutian trifft Lam-Ang auf Sumarang, einen weiteren Werber um Ines’ Herz. Nachdem Sumarang besiegt und getötet worden ist, gelangt Lam-Ang nun endlich an Ines’ Anwesen, welches bereits von möglichen Ehemännern umstellt ist. Um ihre Aufmerksamkeit zu erlangen, befiehlt Lam-Ang seinem weißen Hahn mit den Flügeln zu schlagen, wodurch ein nahe gelegenes Haus einstürzt. Danach fordert er seinen grauen Hund auf zu bellen, woraufhin das Haus sich wiederaufbaut. Die beeindruckten Eltern Ines’ stimmen einer Hochzeit allerdings nur zu, wenn Lam-Ang in der Lage sei, den doppelten Wert ihres Vermögens als Mitgift zu geben. Lam-Ang stimmt zu, reist nach Hause und gibt ihnen nach einer Woche zwei goldene Schiffe gefüllt mit Juwelen, Statuen und Früchten, woraufhin er vermählt wird.
Es war eine damalige Tradition, dass der Bräutigam im Fluss nach den Rarag Fischen taucht. Trotz einer Todesvision schwimmt Lam-Ang nach diesen Fischen, wird jedoch von dem Monster Berkakan aufgefressen. Ines befiehlt dem alten Taucher Lacay Marcos die Gebeine ihres Mannes aufzulesen und umhüllt sie mit einem Tapis, einem Stück Stoff. Als Lam-Angs Hahn kräht und sein Hund bellt wird der Held wieder zum Leben erweckt.